# サティスファクションギャランティードジャパン
株式会社サティスファクションギャランティードジャパンは、「satisfaction guaranteed」のブランド名で衣服・装飾品を企画していた日本の会社である。2011年設立時の代表取締役社長CEOは佐藤俊介。

## 概要
satisfaction guaranteedのブランドは佐藤が2007年に株式会社エスワンオーで立ち上げ、2010年からFacebookの「いいね！」を集め始めた。シンガポールに設立していたSATISFACTION GUARANTEED PTE LTD(代表 佐藤俊介)へ2011年にブランドを移管すると同時に、その100%子会社として株式会社サティスファクションギャランティードジャパンを設立した。

## 事業
アパレルブランドとしては実店舗及びオンラインショップを閉鎖する一方で、ブランドビジネスへの転換を役員(2012年4月6日当時)加藤順彦が明かしていた。
2013年3月からヘアサロン運営業者とライセンス契約を交わし、店舗をHAIR SALON satisfaction guaranteedと改名させていた。
2013年7月、経済産業省の平成25年度「クール・ジャパン戦略推進事業補助金」への応募が採択され、VENDOR satisfaction guaranteedと称して2014年2月中旬から一ヶ月間、3台の自販機をシンガポールの3ヶ所に設置、化粧品や雑貨などを販売したが、売り上げなどの目標を達成できず終了した。
2013年9月、株式会社SIIIS(後に分社して株式会社cotode)及び武雄市とともに任意団体「F&Bホールディングス企業連合」を構成。同団体と契約する自治体や団体が出店する通販サイトFB良品をJAPAN satisfaction guaranteedと改名させた。

## ブランド事業の譲渡以後
2014年8月8日付けでSATISFACTION GUARANTEED PTE LTDからS1O PARTNERS PTE LTD（本社：シンガポール、CEO：佐藤俊介）にマネジメント・バイ・アウトによるsatisfaction guaranteedブランド事業の譲渡を発表。F&Bホールディングス企業連合から同月末に撤退し、ブランドのライセンス期限を2014年内としたため、通販サイトも同年10月に自治体特選ストアと改名された。ブランドそのものも「ニュース/メディアのウェブサイト」を名乗るようになったFacebookページを残して国内外から消滅した。

### 解散・登記閉鎖
2016年3月15日、解散を公告、清算されて登記が閉鎖された。